# Роджер Лестранж
Роджер Л’Эстранж (англ. Roger L'Estrange; 25 июня 1616 — 11 декабря 1704) — английский государственный деятель, писатель, переводчик.

## Биография
Роджер Л’ Эстранж, третий сын сэра Хамона Л’ Эстранжа, родился 25 июня 1616 года. Его матерью была дочь и наследница эсквайра Ричарда Стабса, женщина смелая и остроумная. Роджер обучался в частном порядке, затем стал студентом Сидни-Сассекс-колледж в Кембридже. Известно, что его раннее образование было достаточно бессистемным, хотя кругозор был достаточно широк.
В 1639 принял участие вместе со своим отцом в Епископских войнах. Позже они сражались в гражданских войнах на стороне короля.
В 1653 году вернулся в Англию, имея разрешение Оливера Кромвеля. Он поселился в Норфолке, живя там спокойно до самой смерти Кромвеля. После смерти лорда-протектора Англии, он заявил о своих роялистских взглядах откровенно: в частности он написал серию памфлетов, порицающих Джона Милтона за его оправдание казни короля Карла I.

## Происхождение
Существует мнение, что Л’Эстранжи пришли в Англию вместе с герцогами Бретани во время Норманнского завоевания Англии. Гай, Л’Эстранж был сыном французского герцога, согласно одной из версий. Содержание другой версии совершенно противоречит первой версии, так как, согласно альтернативной точки зрения, шропширские и норфолкские Л’Эстранжи были вассалами лорда Арунделя. Генрих I произвёл Л’Эстранжей в пэры. Джон Л’Эстранж, первый житель Ханстентона, был ярым мятежником во время восстания против Генриха II, однако Хамон Л’Эстранж, внук его, мятежником не был, будучи верным вассалом короля Генриха III. Он был сторонником короны в деле против де Монфора.
При Елизавете I Л’Эстранжи снискали особое расположение германского императора Максимильяна II. От него они получали рекомендацию, адресованную Елизавете, вместе с пенсией в 300 крон. В 1586 году Николас Л’Эстранж был удостоен рыцарского звания.